# Trato corticoespinhal

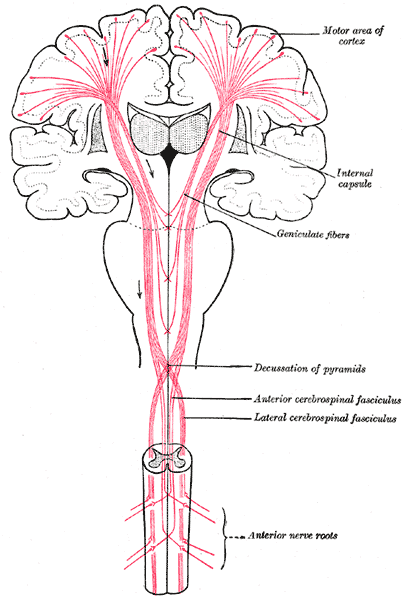
Trato corticoespinhal

Tratos corticoespinhais lateral (1a) e anterior (1b) na medula espinhal

O trato corticoespinhal ou trato piramidal é uma grande coleção de axônios que viajam entre o córtex cerebral do cérebro e a medula espinhal.
O trato corticoespinhal é composto principalmente de axônios motores, constituindo o componente voluntário da motricidade. As vias piramidais consistem em um único trato, originado no encéfalo, que se divide em dois tratos separados na medula espinhal: o trato corticoespinhal lateral e o trato corticoespinhal anterior.

## O caminho da via motora
O sinal nervoso inicial dá-se no córtex motor cerebral localizado Córtex no Lobo frontal mais especificamente no Giro pré-central ou área 4 de Brodmann e da área pré-motora. Na camada V do córtex- constituído principalmente por células de Betz encontra-se o 1º neurônio motor. O axônio do 1º neurônio motor alcança a coroa radiada constituído de substância branca. As fibras motoras provenientes da coroa radiada tornam-se mais compacta constituindo o ramo posterior da cápsula interna.  A cápsula interna localiza-se entre o Tálamo e o Putame/Globo pálido. A partir da cápsula interna o Trato córtico-espinhal alcança o pedúnculo cerebral alcançando o Mesencéfalo, Ponte e Bulbo. No bulbo, o Trato córtico-espinhal e sofre decussação alcançando o outro lado da linha média. Na medula, o Trato córtico-espinhal lateral forma o funículo lateral que recebe pelo menos 70% das fibras motoras que decussaram no Bulbo, as demais fibras não decussadas formam o Trato córtico-espinhal anterior, este no funiculo anterior.  O trato Funículo lateral pode ser encontrado ao nível do ligamento denticulado na medula. Sendo este muito útil em alguns procedimentos de neurocirurgia como referência anatômica. O trato córtico espinhal anterior localiza-se próximo a linha média no funículo anterior. Os axônios provenientes do trato córtico-espinhal lateral deixam então o funículo lateral e direcionam-se para a coluna anterior da medula ipsilateral (corno anterior-substância cinzenta da medula) mais especificamente para os neurônios da lâmina IX de Redex realizando a sinapse com o 2º neurônio motor. Também podem realizar sinapse com os interneurônios das lâminas V e VIII de Redex. Já no Trato córtico-espinhal anterior seus axônios cruzam a linha média em direção a coluna anterior da medula contralateral realizando sinapse com os neurônios aí presentes. Da coluna anterior os axônios do 2º neurônio motor formam as radículas e estas se agrupam formando as raízes espinhais as quais alcançam os forames intervertebrais formando os nervos espinhais.

## Correlação clínica
Lesões do neurônio motor superior:	Alterações no exame neurológico destes pacientes: déficit de força, hiperreflexia, aumento do tônus-espasticidade.
Lesões do neurônio motor inferior:	Alterações no exame neurológico: déficit de força, hiporreflexia ou arreflexia, reduz do tônus.
Lesão no córtex motor cerebral:	Déficit motor contralateral, com predomínio em cintura escapular ou crural, ou seja, paciente apresenta um predomínio de perda da força em membros superior ou inferiores.
Lesão na cápsula interna-ramo posterior:	Déficit motor grave, levando em muitos casos e hemiplegia contralateral.
Lesão no tronco:	Déficit motor contralateral e paresias de nervos cranianos ipsilateral, também denominada paresia alterna.                                                        
Síndrome Piramidal: A síndrome piramidal decorre da interrupção, anatômica ou funcional, da via corticoespinhal. Esta via tem origem nas células do córtex motor pré-rolândico e os seus axônios terminam em sinapse com os neurônios situados na coluna ventral da medula. A síndrome compreende sinais/sintomas deficitários e de liberação.                                             Sinais e sintomas deficitários: perda ou diminuição da motricidade, que atinge globalmente os membros, sobretudo a musculatura antigravitária.  Diminuição ou abolição de reflexos cutâneo-abdominais e cremastéricos, que pode ser definitiva ou transitória. Atrofia muscular, derivada da baixa atividade muscular, embora alguns defendam que seja acusada por um mecanismo transináptico.               Sinais e sintomas de liberação: Sincinesias, que correspondem a movimentos associados anormais e se evidenciam nos membros deficitários, quando o paciente executa determinado movimento. Exemplo: a mão do lado hemiplégico se contrai quando o paciente fecha fortemente a mão do lado normal.        Sinal de Babinski, que é constituído pela extensão do hálux ao estímulo cutâneo-plantar. Exagero do reflexo de automatismo ou de defesa, representado pela tríplice de flexão do membro inferior ao estímulo nociceptivo. Hiper-reflexia profunda, às vezes policinesia e/ou sinreflexia. Espasticidade, que  é a hipertonia elástica e seletiva. As causas mais importantes de síndrome piramidal são os AVC’s, as neoplasias,as doenças desmielinizantes, os processos degenerativos, os traumatismos e as infeções. 

## Referência
- An Essay on the Human Corticospinal Tract: History, Development, Anatomy, and Connections . Neuroanatomy (2011) 10: 1–4.
- Semiologia médica/Celmo Celeno Porto. - 5.ed - Rio de Janeiro: Gunabara Koogan, 2005 il. ;